# Incognito Entertainment
Incognito Entertainment était un studio américain de jeu vidéo basé à Salt Lake City, dans l'Utah. Composée d'anciens membres de SingleTrac, la compagnie est fondée en mai 1999 et s'associe à Santa Monica Studio. Le studio travaille sur divers jeux pour les consoles PlayStation dont Twisted Metal: Black, War of the Monsters et Warhawk.
En 2009 le studio est considéré comme défunt, la plupart des développeurs l'ayant déjà quitté pour former les studios Eat Sleep Play et LightBox Interactive.

## Histoire
Fondé en 1995, SingleTrac Entertainment Technologies développe une dizaine de titres, principalement sur PlayStation, dont Warhawk (1995) et les jeux des séries Twisted Metal (1996) et Jet Rider (1996). 
Lorsque le studio est racheté par l'éditeur GT Interactive en 1999, le producteur Scott Campbell quitte la société et fonde Incog Inc.. Il sera rejoint par de nombreux membres-clés. Le studio travaille alors sur des jeux PlayStation 2 pour le compte de Sony Computer Entertainment. En 2002, Sony acquiert la société et l’intègre à SCE Santa Monica Studio. À partir de 2004, la société prend son appellation actuelle, Incognito, et développe diverses productions, souvent orientées multijoueur. En 2007, Warhawk devient notamment l'un des jeux en ligne les plus populaires sur PlayStation 3.

## À noter
David Jaffe, le créateur de la série God of War, a collaboré avec le studio sur certains titres en qualité de producteur et de codesigner. En 2007, Scott Campbell a quitté la société et s'est associé à David Jaffe pour monter une nouvelle structure, Eat Sleep Play, elle aussi basée à Salt Lake City.

## Jeux
| Titre                       | Date de sortie   | Plates-formes        |
| --------------------------- | ---------------- | -------------------- |
| Twisted Metal: Small Brawl  | 26 novembre 2001 | PlayStation          |
| Twisted Metal: Black        | 5 décembre 2001  | PlayStation 2        |
| Twisted Metal: Black Online | 2 juillet 2003   | PlayStation 2        |
| War of the Monsters         | 18 avril 2003    | PlayStation 2        |
| Downhill Domination         | 20 février 2004  | PlayStation 2        |
| Twisted Metal: Head-On      | 4 novembre 2005  | PlayStation Portable |
| Calling All Cars!           | 22 juin 2007     | PlayStation 3        |
| Warhawk                     | 29 août 2007     | PlayStation 3        |